# Arthur Gore
Arthur William Charles Wentworth Gore (Lyndhurst, 2 gennaio 1868 – Kensington, 1º dicembre 1928) è stato un tennista britannico.
Medaglia d'oro nel torneo individuale indoor e nel doppio indoor (insieme a Herbert Roper Barrett) ai giochi olimpici di Londra nel 1908.
Dal 1888 al 1927 prese parte almeno 36 volte al torneo di Wimbledon, che è tuttora il record di numero di partecipazioni. Nel 1901, nel 1908 e nel 1909 vinse l'individuale maschile, nel 1909 trionfò anche nel doppio. Con la vittoria del 1909 è il tennista più anziano di sempre ad aver vinto un torneo dello Slam in singolare. Vinse il suo ultimo torneo in singolare all'età di 51 anni nel 1919. Continuò a giocare in doppio fino ai 59 anni, un anno prima della sua morte.
Nel 2006 è stato incluso nella International Tennis Hall of Fame.
Morì a Kensington, Londra.